# Oppidum de Castillon
L'oppidum de Castillon est un site archéologique de l'âge du fer situé dans la forêt domaniale du même nom sur le territoire de la commune de Port-de-Bouc. Il abrite les vestiges d'un ancien village appartenant au peuple celto-ligure des Avatiques.

## Histoire
La période d'occupation principale s'étend au cours des VIe et Ve siècles av. J.-C.. Ce site a donc été contemporain de plusieurs autres agglomérations avatiques dont les principales sont le village des Tamaris, l'oppidum de Saint-Pierre et l'oppidum de Saint-Blaise.

## Fouilles
Connu depuis le XIXe siècle, le site n'a pas fait l'objet de fouilles réelles avant 2001. Ces dernières sont également restées relativement limitées à la partie nord du site et au rempart. Elles ont révélé les traces d'un village contemporain de l'oppidum de Saint-Blaise situé sur un promontoire surplombant l'étang d'Engrenier et l'étang de Lavalduc.

## Vestiges

### Le rempart

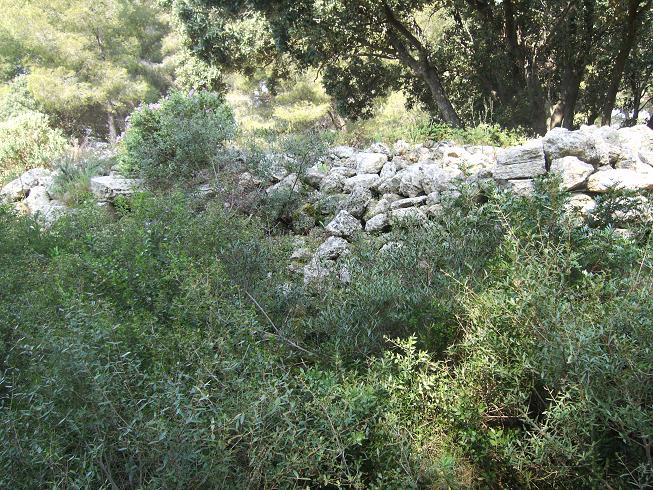
Vestiges du rempart en 2010.

Le rempart présente encore des vestiges relativement important haut de plus de 2 m sur une longueur de près de 50 m. Il semblait faire environ trois mètres d'épaisseur et était constitué de deux parrements de pierres et de moellons retenant un remplissage central de pierres et de terre. Les fouilles sur sa partie ouest ont révélé des éléments de maçonnerie massive qui peuvent laisser penser l'existence d'éléments défensifs supplémentaires comme des tours. 
Ce rempart qui barre toute la largeur du promontoire n'abrite cependant pas toutes les habitations de l'agglomération puisque des traces de maisons ont été repérées en dehors du périmètre défendu.

### Les habitations
Seules quelques habitations ont été explorées. Il s'agit pour l'heure de maisons à pièce unique autour desquelles s'intercalent des voies de circulation très étroites que l'on peut rapprocher d'un des ilots d'habitations du quartier nord du village des Tamaris.